# Reinhold Böhme

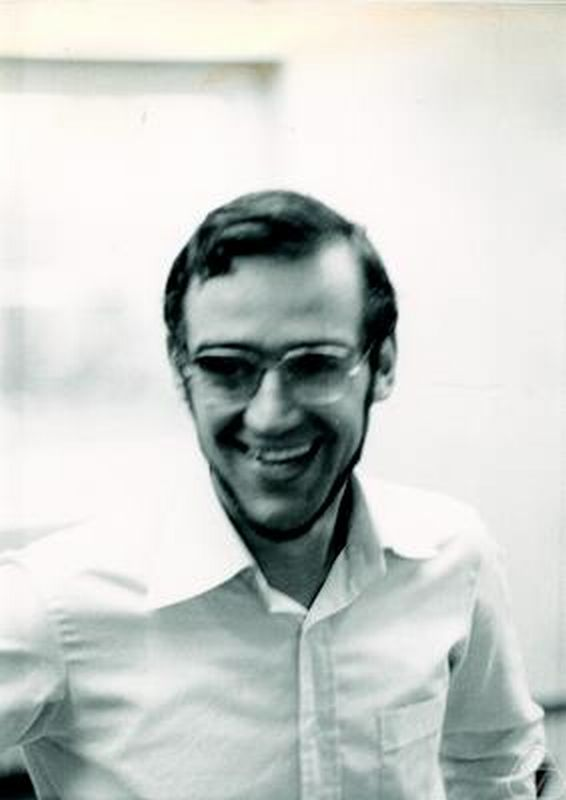
Reinhold Böhme, Erlangen 1978

Reinhold Böhme (* 18. August 1944 in Tuttlingen; † 21. Mai 2000 in Bochum) war ein deutscher Mathematiker.
Er beschäftigte sich hauptsächlich mit Funktionalanalysis und partiellen Differentialgleichungen, insbesondere dem Plateau-Problem.

## Leben
Nach dem Studium der Philosophie und Mathematik in Hamburg
und Göttingen promovierte Böhme 1971 bei Erhard Heinz in Göttingen über die Nichtlineare Störung der isolierten Eigenwerte selbstadjungierter Operatoren. Seine Habilitation 1974, ebenfalls bei Heinz, beschäftigte sich mit der Stabilität von Minimalflächen gegen Störung der Randkurve. Im gleichen Jahr wurde er Wissenschaftlicher Rat und Professor in Erlangen, 1979 dann Professor an der Ruhr-Universität Bochum.

## Werk
Böhme lieferte Beiträge zum Gebiet der nicht-linearen elliptischen Differentialgleichungen, insbesondere mit Friedrich Tomi und Anthony Tromba ein Index-Theorem mit einem Ansatz der globalen Analysis zum Plateau-Problem. Später forschte er über Flächen mit vorgegebenen Krümmungseigenschaften und über den Eindeutigkeitsbeweis von Lösungen der Navier-Stokes-Gleichungen. In seinen Lehrveranstaltungen legte er großen Wert auf die Anwendungen der Mathematik in den Ingenieurwissenschaften und in der Mathematischen Physik. Daneben galt sein Interesse philosophischen und historischen Aspekten der Mathematik und der Logik.